# Battaglia di Carumbé
La battaglia di Carumbé fu uno scontro armato combattuto il 27 ottobre 1816 nell'ambito dell'invasione luso-brasiliana tra le milizie della Provincia Orientale del Río de la Plata, guidate da José Gervasio Artigas, e le truppe dell'esercito regolare del Regno Unito di Portogallo, Brasile e Algarve, al cui comando si trovava Joaquim de Oliveira Álvares.
La battaglia ebbe luogo vicino alle sorgenti del Río Cuareim, nei pressi delle alture di Carumbé. Lo scontro si risolse in una vittoria per Oliveira e sancì il definitivo fallimento del piano di Artigas, che intendeva condurre un'offensiva in territorio brasiliano per tagliare i collegamenti alle truppe che avevano invaso la Banda Oriental.

## Antefatti
Come risposta all'invasione del territorio della Provincia Orientale da parte dell'esercito di Carlos Frederico Lecor, il caudillo José Gervasio Artigas scatenò una controffensiva verso il Brasile sviluppata in più colonne. Le sconfitte di Andrés Guazurary a San Borja e di Berdún ad Ibirocahy ebbero il risultato di fermare l'avanzata orientale; respinta l'invasione del Rio Grande do Sul, all'esercito luso-brasiliano non rimase che cercare lo scontro con il grosso delle truppe orientali.
Il generale Joachim Xavier Curado, posto alla guida delle truppe brasiliane a difesa del territorio, raccolse ulteriori uomini dall'interno e, dopo aver avanzato il suo quartier generale, incaricò il brigadiere Joaquim de Oliveira Álvares di dare la caccia ad Artigas. Partito il 24 ottobre, tre giorni dopo entrò in contatto con l'avanguardia di Artigas nei pressi delle sorgenti del Río Cuareim.

## La battaglia
Il 27 ottobre 1816, allo scorgere di grossi movimenti nemici sulla cresta divisoria delle colline di Carumbé, Oliveira occupò una posizione vantaggiosa su un'altura e dispose la fanteria al centro dello schieramento, fiancheggiata da due squadroni di cavalleria; negli intervalli tra le due armi pose i due pezzi d'artiglieria di cui disponeva, mentre mantenne come riserva 40 cavalieri e 80 fanti. Artigas fece marciare contro il nemico due ali di cavalleria in un'unica fila, ponendo nel centro l'intera fanteria; l'insieme dello schieramento era disposto a semicerchio, ed aveva l'obbiettivo di avanzare con l'ala sinistra per circondare in tal modo il nemico.
Rinforzata dai cavalieri della riserva, l'ala destra di Oliveira travolse quella di fronte ad essa, composta da indios e orientali, mentre sull'alto lato l'offensiva orientale fu respinta dal corpo dei dragoni portoghesi, che, favoriti dal fuoco d'artiglieria, in breve si abbatterono sulla fanteria nemica. Il campo di battaglia si riempì di cadaveri di soldati orientali, mentre il comandante portoghese lanciò i suoi uomini all'inseguimento del nemico in ritirata.

## Conseguenze
Lo scontro lasciò sul terreno quasi la metà delle forze di Artigas, la cui sconfitta fu dovuta alla scarsa preparazione delle truppe e agli errori tattici dello stesso comandante. A seguito della sconfitta il caudillo fu costretto a ritirarsi sul fiume Arapey, mentre più a sud l'esercito di Lecor poté avvicinarsi a Montevideo senza incontrare resistenza.
In poco più di un mese gli orientali avevano perso la metà dei propri uomini e furono costretti a ripiegare sulla linea del fiume Arapey per riorganizzarsi. Dopo aver lasciato qualche pattuglia di guardia sul confine, Curado ripiegò anch'esso verso l'interno per dare riposo ai suoi uomini; il 15 dicembre 1816 lo rilevò il marchese di Alegrete con l'obbiettivo di dare un ulteriore impulso alla operazioni militari su tale fronte.